# Вариация функции
В математическом анализе вариацией функции называется числовая характеристика функции одного действительного переменного, связанная с её дифференциальными свойствами. Для функции из отрезка на вещественной прямой в {\displaystyle \mathbb {R} ^{n}} является обобщением понятия длины кривой, задаваемой в {\displaystyle \mathbb {R} ^{n}} этой функцией.

## Определение
Пусть {\displaystyle f:[a,\;b]\to \mathbb {R} ^{n}}. Тогда вариацией (также полной вариацией или полным изменением) функции {\displaystyle f} на отрезке {\displaystyle [a,\;b]} называется следующая величина:
{\displaystyle V_{a}^{b}f\,{\stackrel {\mathrm {def} }{=}}\sup \limits _{P}\sum \limits _{k=0}^{m}|f(x_{k+1})-f(x_{k})|,}
то есть точная верхняя грань по всем разбиениям {\displaystyle P} отрезка {\displaystyle [a,\;b]} длин ломаных в {\displaystyle \mathbb {R} ^{n}}, концы которых соответствуют значениям {\displaystyle f} в точках разбиения.

## Связанные определения
- Функции, вариация которых ограничена на отрезке, называются функциями ограниченной вариации, а класс таких функций обозначается {\displaystyle V[a,\;b]} или просто {\displaystyle V}.
  - В таком случае определена функция {\displaystyle v(x)=V_{a}^{x}f}, называющаяся функцией полной вариации для {\displaystyle f}.
- Положительная вариация вещественнозначной функции {\displaystyle f} на отрезке {\displaystyle [a,\;b]} называется следующая величина:
{\displaystyle P_{a}^{b}f\,{\stackrel {\mathrm {def} }{=}}\sup \limits _{P}\sum \limits _{k=0}^{m}\max\{0,\;f(x_{k+1})-f(x_{k})\}.}
- Аналогично определяется отрицательная вариация функции:
{\displaystyle N_{a}^{b}f\,{\stackrel {\mathrm {def} }{=}}-\inf \limits _{P}\sum \limits _{k=0}^{m}\min\{0,\;f(x_{k+1})-f(x_{k})\}.}
- Таким образом полная вариация функции может быть представлена в виде суммы
{\displaystyle V_{a}^{b}f=P_{a}^{b}f+N_{a}^{b}f.}

## Свойства функций ограниченной вариации
- Сумма и произведение функций ограниченной вариации тоже будет иметь ограниченную вариацию. Частное двух функций из {\displaystyle V} будет иметь ограниченную вариацию (другими словами, принадлежать классу {\displaystyle V}), если модуль знаменателя будет больше, чем положительная постоянная на отрезке {\displaystyle [a,\;b]}.
- Если {\displaystyle a<x\leqslant y<b}, а {\displaystyle f\in V[a,\;b]}, то {\displaystyle V_{a}^{x}f+V_{x}^{y}f=V_{a}^{y}f}.
- Если функция {\displaystyle f} непрерывна в точке {\displaystyle a} справа и принадлежит {\displaystyle V[a,\;b]}, то {\displaystyle \lim \limits _{x\to a{+}}v(x)=0}.
- Функция {\displaystyle f(x)}, заданная на отрезке {\displaystyle [a,\;b]}, является функцией ограниченной вариации тогда и только тогда, когда она может быть представлена в виде суммы возрастающей и убывающей на {\displaystyle [a,\;b]} функции (разложение Жордана).
- Всякая функция ограниченной вариации ограничена и может иметь не более чем счётное множество точек разрыва, причём все первого рода.
- Функция ограниченной вариации может быть представлена в виде суммы абсолютно непрерывной функции, сингулярной функции и функции скачков (разложение Лебега).

Все эти свойства были установлены Жорданом.

## Вычисление вариации

### Вариация непрерывно дифференцируемой функции
Если функция {\displaystyle f:[a,\;b]\to \mathbb {R} ^{n}} принадлежит классу {\displaystyle C^{1}}, то есть имеет непрерывную производную первого порядка на отрезке {\displaystyle [a,\;b]}, то {\displaystyle f} — функция ограниченной вариации на этом отрезке, а вариация вычисляется по формуле:
{\displaystyle \int \limits _{a}^{b}\|f^{\prime }(x)\|\,dx,}
то есть равна интегралу нормы производной.

## История
Функции ограниченной вариации изучались К. Жорданом.
Первоначально класс функций с ограниченной вариацией был введён К. Жорданом в связи с обобщением признака Дирихле сходимости рядов Фурье кусочно монотонных функций.
Жордан доказал, что ряды Фурье {\displaystyle 2\pi }-периодических функций класса {\displaystyle V[0,\;2\pi ]} сходятся в каждой точке действительной оси.
Однако в дальнейшем функции ограниченной вариации нашли широкое применение в различных областях математики, особенно в теории интеграла Стилтьеса.

## Вариации и обобщения
- Длина кривой определяется как естественное обобщение вариации на случай отображений в метрическое пространство.

- В случае нескольких переменных существует несколько различных определений вариации функции:
  - вариация Фреше,
  - плоская вариация Тонелли.

### Φ-вариация функции
Рассматривается также класс {\displaystyle V_{\Phi }[a,\;b]}, который определяется следующим образом:
{\displaystyle {V_{\!\Phi }}_{a}^{b}f\,{\stackrel {\mathrm {def} }{=}}\sup \limits _{a\leqslant x\leqslant b}\sum \limits _{k=1}^{n}\Phi (|f(x_{k})-f(x_{k-1})|),}
где {\displaystyle \Phi (x)} ({\displaystyle x\geqslant 0,\;\Phi (0)=0}) — положительная при {\displaystyle x>0} монотонно возрастающая непрерывная функция;
{\displaystyle a=x_{0}<x_{1}<\ldots <x_{n}=b} — произвольное разбиение отрезка {\displaystyle [a,\;b]}.
Величина {\displaystyle {V_{\!\Phi }}_{a}^{b}f} называется {\displaystyle \Phi }-вариацией функции {\displaystyle f(x)} на отрезке {\displaystyle [a,\;b]}.
Если {\displaystyle {V_{\!\Phi }}_{a}^{b}f<\infty }, то функция {\displaystyle f(x)} обладает ограниченной {\displaystyle \Phi }-вариацией на отрезке {\displaystyle [a,\;b]}. Класс всех таких функций обозначается через {\displaystyle V_{\Phi }[a,\;b]} или просто как {\displaystyle V_{\Phi }}. Определение класса {\displaystyle V_{\Phi }[a,\;b]} предложено Л. Янгом (L. С. Young).
Частным случаем классов Янга являются классы Жордана, при этом {\displaystyle \Phi (x)=x}. Если {\displaystyle \Phi (x)=x^{p}} при {\displaystyle 1<p<\infty }, то получаются классы {\displaystyle V_{p}} Н. Винера (N. Wiener).

#### Свойства
Если рассмотреть две функции {\displaystyle \Phi _{1}(x)} и {\displaystyle \Phi _{2}(x)} такие, что
{\displaystyle \varlimsup _{x\to 0^{+}}{\frac {\Phi _{1}(x)}{\Phi _{2}(x)}}<\infty ,}
то для их {\displaystyle \Phi }-вариаций справедливо отношение:
{\displaystyle V_{\Phi _{2}}[a,\;b]\subset V_{\Phi _{1}}[a,\;b].}
В частности,
{\displaystyle V_{x^{p}}\subset V_{x^{q}}\subset V_{\exp(-x^{-\alpha })}\subset V_{\exp(-x^{-\beta })}}
при {\displaystyle 1\leqslant p<q<\infty ,\;0<\alpha <\beta <\infty }.